# Grand Prix Maďarska 2011
Grand Prix Maďarska 2011 (XXVII Eni Magyar Nagydij) jedenáctý závod 62. ročníku mistrovství světa vozů Formule 1, historicky již 851. grand prix, se uskutečnila na okruhu Hungaroring.

## Výsledky

### Kvalifikace
| Pořadí | Číslo | Jezdec             | Konstruktér          | 1. část  | 2. část  | 3. část  | Start |
| ------ | ----- | ------------------ | -------------------- | -------- | -------- | -------- | ----- |
| 1      | 1     | Sebastian Vettel   | Red Bull-Renault     | 1:21.740 | 1:21.095 | 1:19.815 | 1     |
| 2      | 3     | Lewis Hamilton     | McLaren-Mercedes     | 1:21.636 | 1:21.105 | 1:19.978 | 2     |
| 3      | 4     | Jenson Button      | McLaren-Mercedes     | 1:22.038 | 1:20.578 | 1:20.024 | 3     |
| 4      | 6     | Felipe Massa       | Ferrari              | 1:22.130 | 1:21.099 | 1:20.350 | 4     |
| 5      | 5     | Fernando Alonso    | Ferrari              | 1:21.578 | 1:20.262 | 1:20.365 | 5     |
| 6      | 2     | Mark Webber        | Red Bull-Renault     | 1:22.208 | 1:20.890 | 1:20.474 | 6     |
| 7      | 8     | Nico Rosberg       | Mercedes             | 1:22.996 | 1:21.243 | 1:21.098 | 7     |
| 8      | 14    | Adrian Sutil       | Force India-Mercedes | 1:22.237 | 1:22.000 | 1:21.445 | 8     |
| 9      | 7     | Michael Schumacher | Mercedes             | 1:22.876 | 1:21.852 | 1:21.907 | 9     |
| 10     | 17    | Sergio Pérez       | Sauber-Ferrari       | 1:23.067 | 1:22.157 | no time  | 10    |
| 11     | 15    | Paul di Resta      | Force India-Mercedes | 1:22.976 | 1:22.256 |          | 11    |
| 12     | 10    | Vitalij Petrov     | Renault              | 1:23.070 | 1:22.284 |          | 12    |
| 13     | 16    | Kamui Kobajaši     | Sauber-Ferrari       | 1:23.278 | 1:22.435 |          | 13    |
| 14     | 9     | Nick Heidfeld      | Renault              | 1:23.024 | 1:22.470 |          | 14    |
| 15     | 11    | Rubens Barrichello | Williams-Cosworth    | 1:23.075 | 1:22.684 |          | 15    |
| 16     | 19    | Jaime Alguersuari  | Toro Rosso-Ferrari   | 1:23.285 | 1:22.979 |          | 16    |
| 17     | 12    | Pastor Maldonado   | Williams-Cosworth    | 1:23.847 | no time  |          | 17    |
| 18     | 18    | Sébastien Buemi    | Toro Rosso-Ferrari   | 1:24.070 |          |          | 23    |
| 19     | 20    | Heikki Kovalainen  | Lotus-Renault        | 1:24.362 |          |          | 18    |
| 20     | 21    | Jarno Trulli       | Lotus-Renault        | 1:24.534 |          |          | 19    |
| 21     | 24    | Timo Glock         | Virgin-Cosworth      | 1:26.294 |          |          | 20    |
| 22     | 23    | Vitantonio Liuzzi  | HRT-Cosworth         | 1:26.323 |          |          | 21    |
| 23     | 22    | Daniel Ricciardo   | HRT-Cosworth         | 1:26.479 |          |          | 22    |
| 24     | 25    | Jérôme d'Ambrosio  | Virgin-Cosworth      | 1:26.510 |          |          | 24    |

### Závod
| Pořadí | Číslo | Jezdec             | Konstruktér          | Kola | Čas/odstoupení | Start | Body |
| ------ | ----- | ------------------ | -------------------- | ---- | -------------- | ----- | ---- |
| 1      | 4     | Jenson Button      | McLaren-Mercedes     | 70   | 1:46:42.337    | 3     | 25   |
| 2      | 1     | Sebastian Vettel   | Red Bull-Renault     | 70   | +3.588         | 1     | 18   |
| 3      | 5     | Fernando Alonso    | Ferrari              | 70   | +19.819        | 5     | 15   |
| 4      | 3     | Lewis Hamilton     | McLaren-Mercedes     | 70   | +48.338        | 2     | 12   |
| 5      | 2     | Mark Webber        | Red Bull-Renault     | 70   | +49.742        | 6     | 10   |
| 6      | 6     | Felipe Massa       | Ferrari              | 70   | +1:23.176      | 4     | 8    |
| 7      | 15    | Paul di Resta      | Force India-Mercedes | 69   | +1 kolo        | 11    | 6    |
| 8      | 18    | Sébastien Buemi    | Toro Rosso-Ferrari   | 69   | +1 kolo        | 23    | 4    |
| 9      | 8     | Nico Rosberg       | Mercedes             | 69   | +1 kolo        | 7     | 2    |
| 10     | 19    | Jaime Alguersuari  | Toro Rosso-Ferrari   | 69   | +1 kolo        | 16    | 1    |
| 11     | 16    | Kamui Kobajaši     | Sauber-Ferrari       | 69   | +1 kolo        | 13    |      |
| 12     | 10    | Vitalij Petrov     | Renault              | 69   | +1 kolo        | 12    |      |
| 13     | 11    | Rubens Barrichello | Williams-Cosworth    | 68   | +2 kola        | 15    |      |
| 14     | 14    | Adrian Sutil       | Force India-Mercedes | 68   | +2 kola        | 8     |      |
| 15     | 17    | Sergio Pérez       | Sauber-Ferrari       | 68   | +2 kola        | 10    |      |
| 16     | 12    | Pastor Maldonado   | Williams-Cosworth    | 68   | +2 kola        | 17    |      |
| 17     | 24    | Timo Glock         | Virgin-Cosworth      | 66   | +4 kola        | 20    |      |
| 18     | 22    | Daniel Ricciardo   | HRT-Cosworth         | 66   | +4 kola        | 22    |      |
| 19     | 25    | Jérôme d'Ambrosio  | Virgin-Cosworth      | 65   | +5 kol         | 24    |      |
| 20     | 23    | Vitantonio Liuzzi  | HRT-Cosworth         | 65   | +5 kol         | 21    |      |
| Ret    | 20    | Heikki Kovalainen  | Lotus-Renault        | 55   | Únik vody      | 18    |      |
| Ret    | 7     | Michael Schumacher | Mercedes             | 26   | Převodovka     | 9     |      |
| Ret    | 9     | Nick Heidfeld      | Renault              | 23   | Přehřívání     | 14    |      |
| Ret    | 21    | Jarno Trulli       | Lotus-Renault        | 17   | Únik oleje     | 19    |      |

## Průběžné pořadí šampionátu
Pohár jezdců
| Pořadí | Jezdec           | Body |
| ------ | ---------------- | ---- |
| 1      | Sebastian Vettel | 234  |
| 2      | Mark Webber      | 149  |
| 3      | Lewis Hamilton   | 146  |
| 4      | Fernando Alonso  | 145  |
| 5      | Jenson Button    | 134  |

Pohár konstruktérů
| Pořadí | Konstruktér      | Body |
| ------ | ---------------- | ---- |
| 1      | Red Bull-Renault | 383  |
| 2      | McLaren-Mercedes | 280  |
| 3      | Ferrari          | 215  |
| 4      | Mercedes         | 80   |
| 5      | Renault          | 66   |